# Norair Nurikyan
Norair Nurikyan (en bulgare : Норайр Арам Нурикян, en arménien : Նորայր Արամ Նուրիկյան), né le 26 juillet 1948 à Sliven et mort le 11 mars 2025, est un haltérophile bulgare issu de la minorité arménienne, double champion olympique et double champion du monde.

## Biographie
Norair Nurikyan est issu de la minorité arménienne de Bulgarie. Durant son enfance, il fait d'abord du violon mais est redirigé vers le sport par son professeur, qui remarque sa force. 
Concourant sous le drapeau de la Bulgarie, il a reçu un diplôme honorifique de la part de l'Université d'Erevan, qui voulait saluer la réussite olympique du « seul arménien double champion olympique à vivre en dehors des frontières du pays ». 
Selon Galabin Boevski, Nurikyan, devenu entraîneur de l'équipe bulgare, aurait convaincu deux athlètes de prendre un produit diurétique avant les Jeux olympiques d'été de 2000. Ces athlètes ayant été plus tard contrôlés positifs, Nurikyan serait donc responsable de leur disqualification.

## Palmarès

### Jeux olympiques
- Munich 1972
  -  Médaille d'or en moins de 60 kg.
- Montréal 1976
  -  Médaille d'or en moins de 56 kg.

### Championnats du monde
- Championnats du monde d'haltérophilie 1971
  -  Médaille de bronze.
- Munich 1972
  -  Médaille d'or.
- Championnats du monde d'haltérophilie 1973
  -  Médaille d'argent.
- Championnats du monde d'haltérophilie 1974
  -  Médaille de bronze.
- Championnats du monde d'haltérophilie 1976
  -  Médaille d'or.

### Championnats d'Europe
- Championnats d'Europe d'haltérophilie 1969
  -  Médaille de bronze
- Championnats d'Europe d'haltérophilie 1972
  -  Médaille d'argent.
- Championnats d'Europe d'haltérophilie 1973
  -  Médaille d'argent
- Championnats d'Europe d'haltérophilie 1974
  -  Médaille de bronze
- Championnats d'Europe d'haltérophilie 1976
  -  Médaille d'or[6].